# جاذبه‌های گردشگری استان آذربایجان شرقی

نقشهٔ تقسیمات سیاسی استان آذربایجان شرقی.

فهرست آثار تاریخی و طبیعی استان آذربایجان شرقی محل دلیران شجاع مانند ستارخان(به جز تپه‌ها، محوطه‌ها و گورستان‌ها) که در فهرست آثار ملی ایران به ثبت رسیده‌اند:

## شهرستان آذرشهر

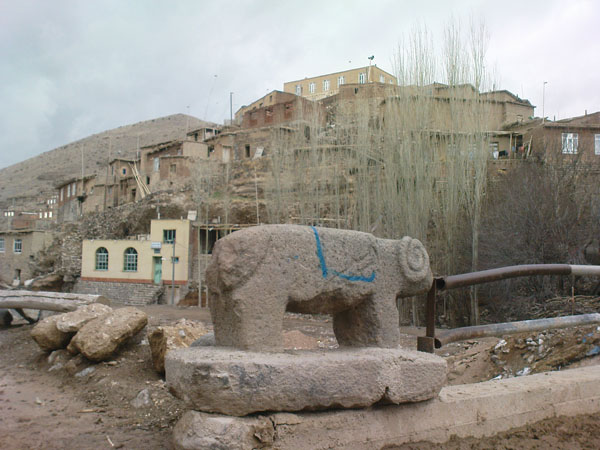
روستای مجارشین؛ شهرستان آذرشهر.

- پل دهخوارگان
- حمام چهارسوق
- حمام ستوباد
- حمام فیروزسالار
- حمام قدیمی روستای هفت‌چشمه
- حمام قدیمی گوگان
- حمام قرمزگل
- خانه سلیمانی
- درخت چنار پراپر آذرشهر
- سردر و محراب مسجد محراب آذرشهر
- غسالخانه آذرشهر
- مسجد جامع گوگان
- مسجد صخره‌ای چراغیل
- مصلی آذرشهر
- معبد یا مسجد غار

## شهرستان اسکو
- آرامگاه دیزج سلطان

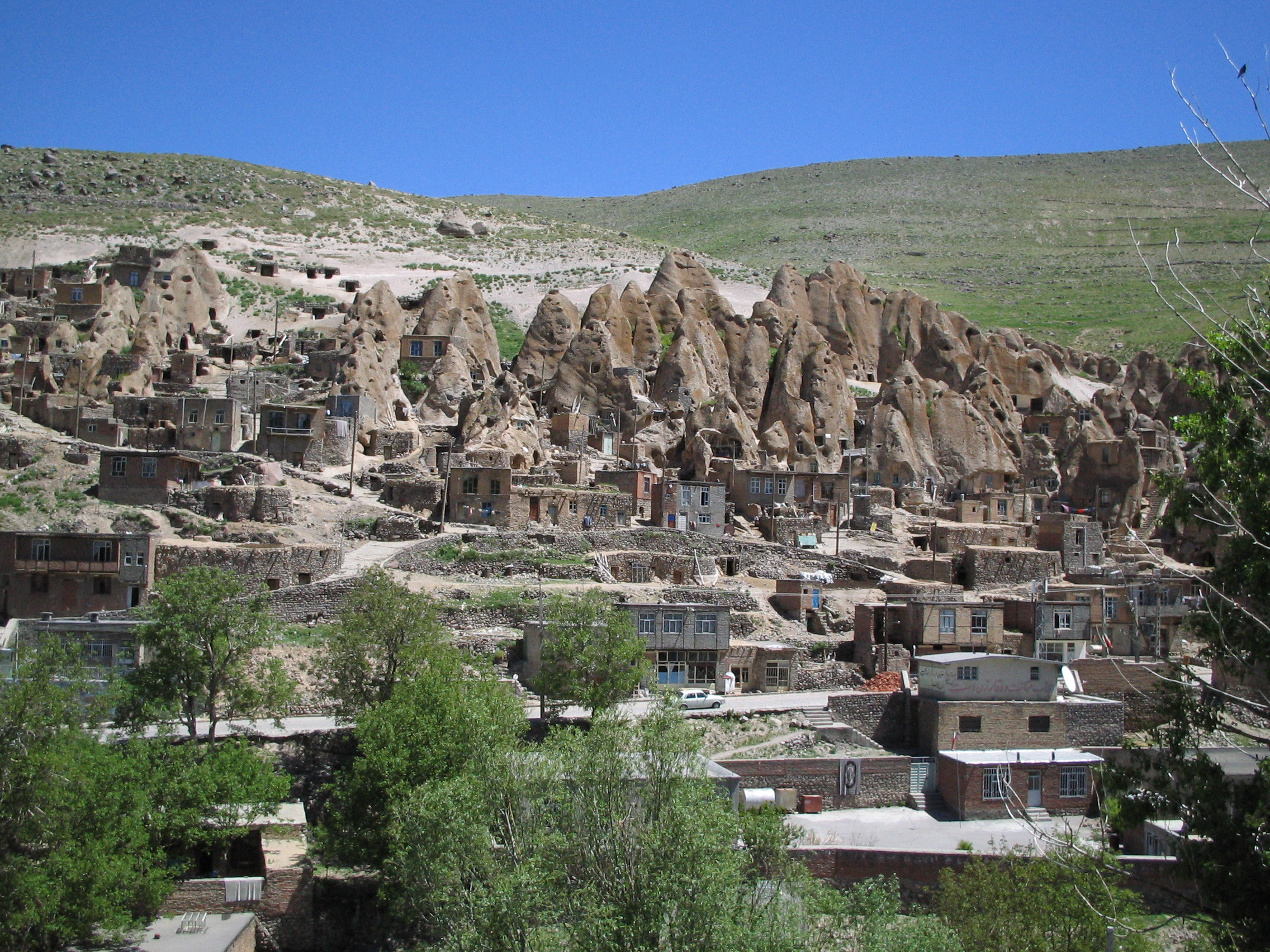
روستای کندوان؛ شهرستان اسکو.

- آرامگاه سلطان اسامه ابن فرقد کندوان
- امامزاده اسکو
- بازار اسکو
- تکیه باغی
- حمام آقا
- حمام ائل (بایرام)
- حمام اسفنجان
- حمام اسفهلان
- حمام اسکندان
- حمام دوم میلان
- حمام کردلر
- حمام کهنمو
- حمام محمود بهادری
- حمام میلان
- خانه آقای نورسی میلانی
- خانه ارادت
- خانه تقی‌زاده اسکویی (رئیس‌زاده)
- خانه جوادی
- خانه شکوری
- خانه نیک‌اندیش زمانی اسکو
- خانه‌های صخره‌ای تاریخی مجارشین
- درخت چنار اسکو
- دهکده صخره‌ای حیله‌ور
- روستای کندوان
- عمارت پیرآباد
- قلعه هولاکوخان
- قنات لوله چشمه‌سی
- قنات میلان
- قیز قلعه
- مسجد اوجوزلو
- مسجد پایتخت
- مسجد جامع میلان
- مسجد سبزه‌میدان
- مسجد عنصرود
- مسجد مجارشین
- میدان محله پایین

## شهرستان اهر

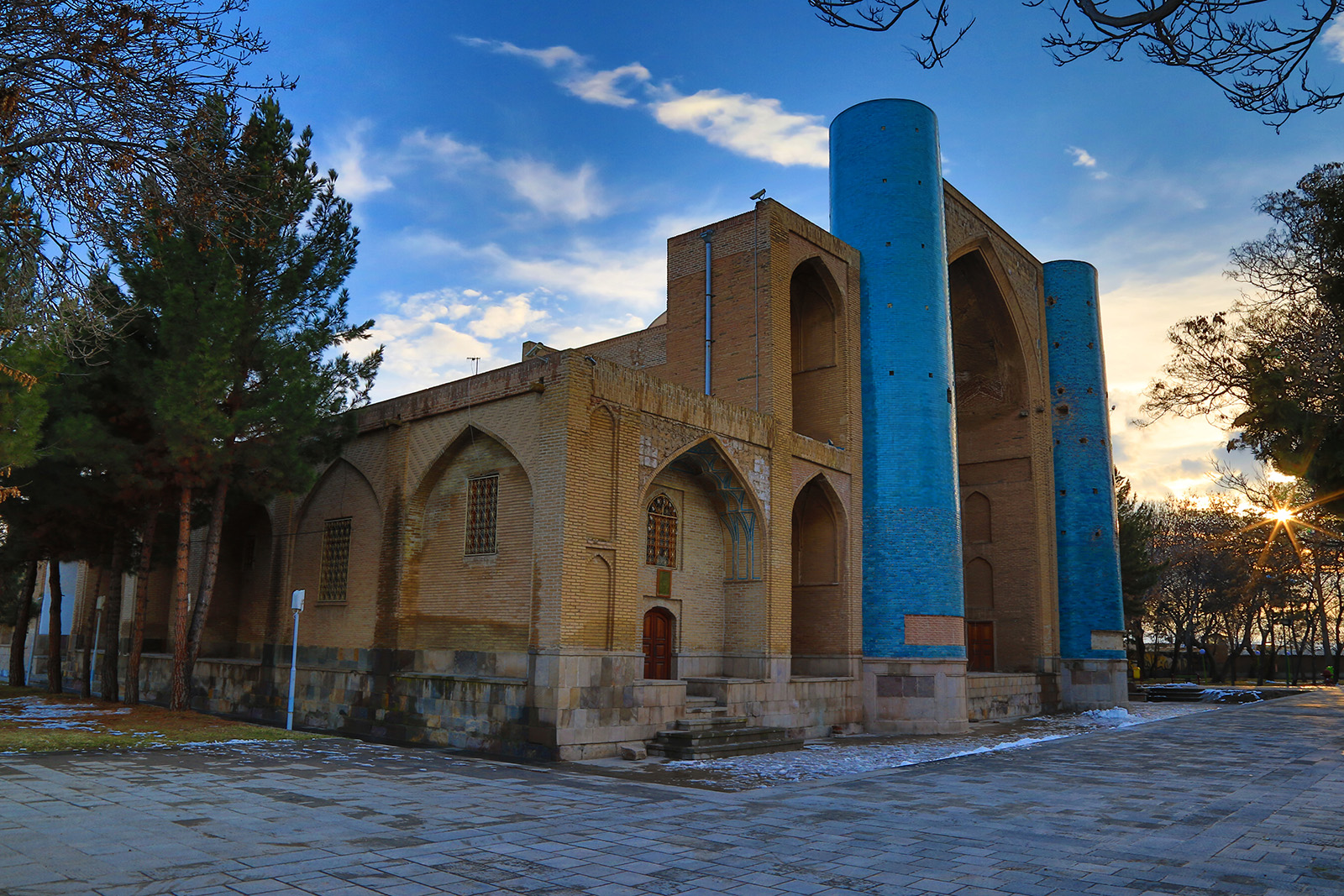
آرامگاه شهاب‌الدین اهری؛ شهرستان اهر.

- بازار اهر
- پل گویجه‌بل اهر
- حمام قوشا
- خانه دکتر اهری
- خانه عطایی
- درخت چنار روستای یوزباشلو
- درخت کهنسال روستای زگلیک
- عمارت شهرداری (اهر)
- قبور و قلعه کتیبه شیشه
- قلعه داغ (قلعه نودوز)
- قلعه شربیت
- کاروانسرای شاه عباسی
- کاروانسرای گویچه‌بئل
- مسجد جامع اهر
- مسجد دباغ‌خانه اهر
- مقبره شیخ شهاب‌الدین

## شهرستان بستان‌آباد
- پل بابی لوح
- پل قدیمی سعیدآباد - معروف به پل شیخ
- حمام قدیمی قره‌چمن
- کاروانسرای امامیه
- کاروانسرای تیکمه‌داش
- مسجد جان‌بهان بستان‌آباد
- مسجد سنگی روستای هراب
- مسجد قدیمی روستای آلانق
- نقش‌برجسته علی‌داش

## شهرستان بناب

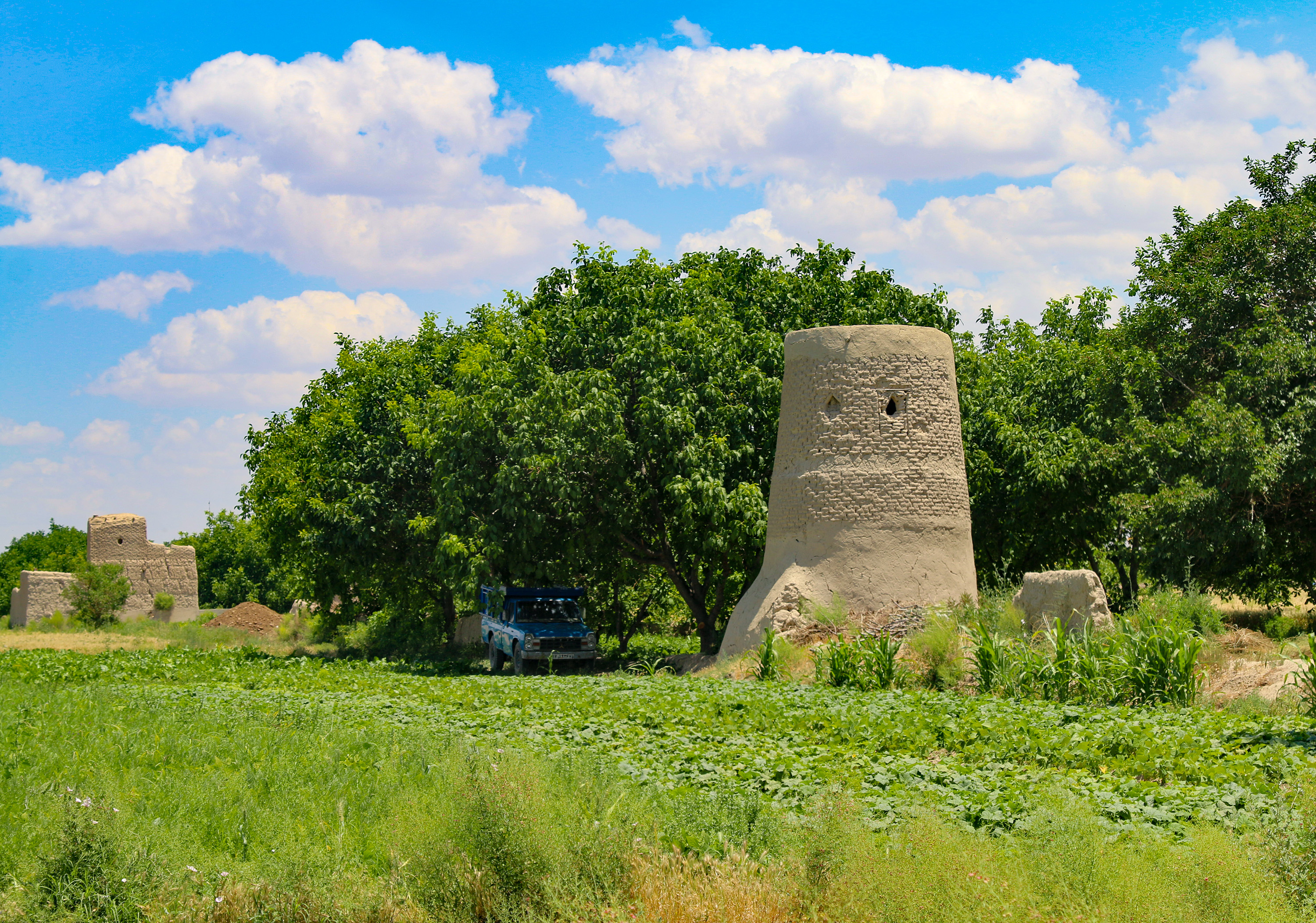
کبوترخانه امیرفرهنگی؛ شهرستان بناب.

- برج کبوتر صلواتی
- بنای تاریخی حمام حاج فتح‌الله
- پل پنج چشمه
- حصار شهر بناب
- حمام قره‌چپق
- حمام مهرآباد
- خانه حاج علی بزاز
- خانه محمدعلی خسروشاهی
- درخت کهنسال روستای کوته‌مهر
- دهکده صخره‌ای روستای سور
- کبوترخانه امیرفرهنگی
- کبوترخانه رحیم‌زاده
- کبوترخانه همزه‌ای‌زاده
- کوره آهک‌پزی
- مجموعه چلقایی
- مجموعه شاه عباس کهلی
- مسجد اسماعیل بیگ
- مسجد جامع بناب
- مسجد جامع روستای زوارق
- مسجد جامع زاوشت
- مسجد جامع مهرآباد (بناب)
- مسجد زرگران
- مسجد کبود
- مسجد میدان بناب (مسجد گزاوش)
- منزل سیف‌العلما
- منطقه قزلار قلعه‌سی

## شهرستان تبریز
- آرامگاه پیربابا
- آرامگاه سلطان پیر
- اداره گمرک تبریز
- ایستگاه راه‌آهن تبریز
- بازارچه سرخاب
- باغ و استخر شاه‌گلی
- باغ و عمارت امیر
- باغ و عمارت فتح‌آباد
- برج آتش‌نشان
- برج خلعت‌پوشان
- برج کبوتر خسروشاه
- بقعه خواجه علی سیاهپوش
- بقعه سید ابراهیم

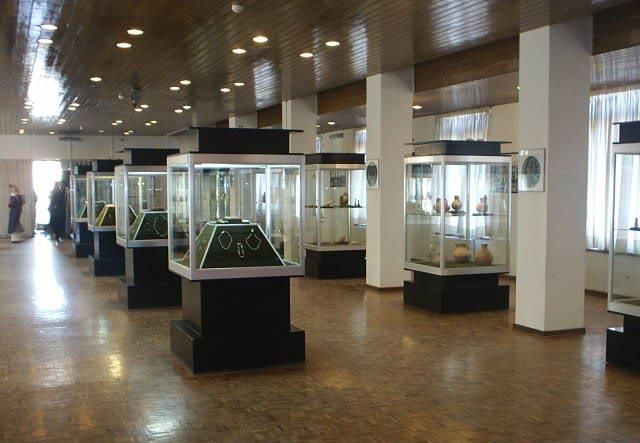
موزه آذربایجان؛ شهرستان تبریز.

- بقعه سید حمزه و مسجد سید حمزه و مقبره
- بقعه عون بن علی
- بنای صاحب‌الامر و موزه قرآن
- پاساژ جنب درب باغمیشه
- پل آجی‌چای
- پل بیلانکوه
- پل حاجی عظیم
- پل سنگی
- پل عابرپیاده قاری
- پل قدیمی سردرود
- پل لیقوان
- پل منجم باشی
- پل منصور
- پل ونیار
- تیمچه امیر
- تیمچه حاج صفرعلی
- تیمچه حاج محمدقلی
- حمام بهار
- حمام چرنداب
- حمام روستای سفیده‌خوان
- حمام سرهنگ
- حمام سید گلابی
- حمام شادباد مشایخ
- حمام شالچیلر
- حمام شنب غازان
- حمام شهریار
- حمام قدیمی باسمنج
- حمام مهدی‌خانی
- حمام نخست
- حمام نظافت
- حمام نعمت‌آباد
- حمام نوبر
- خانه اردوبادی - مرکز اسناد ملی شمال غرب
- خانه ارفع‌الملک
- خانه استاد شهریار
- خانه امیر
- خانه امیرپرویز
- خانه امیرفاطمی
- خانه امیرکبیر (امیرنظام)
- خانه انصارین
- خانه بلورچیان
- خانه بنکداریان
- خانه پروین اعتصامی
- خانه ثقةالاسلام
- خانه حاج احتشام‌الدوله
- خانه حاج شیخ
- خانه حداد
- خانه حریری
- خانه حسین‌زاده (یاشار)
- خانه حمیدزاده رضوی (میدان نادر)
- خانه حیدرزاده
- خانه خانم اعدادی
- خانه ختایی
- خانه خیابانی
- خانه دکتر صحتی
- خانه رحیمی
- خانه رستگار
- خانه زمانی
- خانه ساعتی
- خانه ساوجبلاغی
- خانه ستارخان
- خانه سرخه‌ای
- خانه سرکاراتی
- خانه سلطان‌القرایی
- خانه سلماسی
- خانه سیلابی (شاهزاه خانم)
- خانه شربت‌زاده
- خانه شهید فاخر
- خانه صدقیانی
- خانه صرافلار
- خانه صلح‌جو
- خانه علی مسیو
- خانه عهدی
- خانه فتحی
- خانه فتح‌اله‌اف
- خانه قالیچی
- خانه کاوه
- خانه کلکته‌چی
- خانه کمپانی
- خانه کمپانی (شربت اوغلی)
- خانه کوچه مشکیان
- خانه کوزه‌کنانی (مشروطه)
- خانه گاسپاریان
- خانه گنجعلی‌زاده
- خانه گنجه‌ای‌زاده
- خانه لاله‌ای
- خانه متعلق به انجمن خیریه ارامنه
- خانه مجتهدی
- خانه معبودی
- خانه میرزا محمد ثقةالاسلام
- خانه میرزایی (مهد قرآن تبریز)
- خانه ناصح‌زاده
- خانه نعمت‌زاده (وتدی)
- خانه نفیسی تبریز
- خانه نقشینه
- خانه نیشابوری
- خانه نیکدل
- خانه هنگامی
- خانه و باغ کلانتری
- خانه واعظ
- خانه‌های قدکی - بهنام - گنجه‌ای
- خرابه‌های مسجد وزیر علیشاه (ارگ)
- دانشسرای تربیت معلم دخترانه باهنر
- دبیرستان پروین (توحید)
- دبیرستان فردوسی
- درب، حمام و زورخانه باغمیشه
- درخت چنار روستای لاهیجان
- ساختمان آقای اتحاد
- ساختمان آقای تاجر اردبیلی
- ساختمان آقای حیدرزاده
- ساختمان آقای علیوندی
- ساختمان آقای کتانچی
- ساختمان آقای لطفی
- ساختمان آقای ناظم ذاکری
- ساختمان آقای نژاد پرتوی
- ساختمان آقایان مصباح و اخوان
- ساختمان بانک ملی تبریز
- ساختمان خلیفه‌گری
- ساختمان دفتر ثبت اسناد
- ساختمان دکتر شعاران
- ساختمان سعادت
- ساختمان شهرداری
- ساختمان کتابخانه ملی
- ساختمان کرباسی و صفرزاده
- سردر باباخان
- سردر و بدنه ضلع غربی خانه ارفع
- سقاخانه اهراب
- غار ایلی‌کوهول اسکندر
- غسالخانه عموزین‌الدین
- قلعه دختر (خسروشاه)
- قنات باغ فتح‌آباد
- کاخ استانداری
- کارخانه آردسازی آراکلیان
- کارخانه چرم‌سازی
- کارخانه حوله برق لامع
- کارخانه سالامبورسازی تبریز
- کارخانه کبریت‌سازی توکلی
- کاروانسرای داش‌آتان
- کاروانسرای کمانج علیا
- کبوترخانه خلجان
- کبوترخانه کاروانی
- کتابخانه کلکته‌چی
- کلیسای انجیلی
- کلیسای سرکیس مقدس
- کلیسای کاتولیک‌ها
- کلیسای مریم مقدس
- کلیسای مریم ننه
- کوره آجرپزی خسروشاه
- کوره آجرپزی دامپزشکی
- کوشک قائم‌مقام
- گراندهتل تبریز
- مجموعه بازار تبریز
- محل شهادت دانشجویان دانشکده فنی دانشگاه تبریز
- مدرسه اکبریه
- مدرسه انوشیروان (شهید بهشتی)
- مدرسه تومانیان
- مدرسه حاج صفرعلی
- مدرسه دارالفنون
- مدرسه رشدیه
- مسافرخانه خورشید
- مسافرخانه گیلان نو
- مسافرخانه مشهد
- مسجد آیت‌الله اهری (ایپکچیلر)
- مسجد آیت‌الله خسروشاهی
- مسجد استاد و شاگرد
- مسجد اصفهانیان
- مسجد الله‌وردی خان
- مسجد امام جمعه
- مسجد امامزاده (حاجت)
- مسجد اندبیلی‌ها
- مسجد بنی‌هاشم
- مسجد پل سنگی
- مسجد ثقةالاسلام
- مسجد جامع تبریز
- مسجد جامع خسروشاه
- مسجد چوپور عابدین
- مسجد حاج آقابابا
- مسجد حاج جعفردائی
- مسجد حاج خلیل
- مسجد حاج سید محمد مولانا
- مسجد حاج علی‌النقی
- مسجد حاج غفار
- مسجد حاج غنی
- مسجد حجت‌الاسلام
- مسجد حضرت فاطمه
- مسجد خلخالی
- مسجد خونی
- مسجد دال ذال
- مسجد زاویه
- مسجد زنجیرلی
- مسجد سفید
- مسجد سید المحققین
- مسجد سید علی‌آقا
- مسجد شهدا
- مسجد شهید صدوقی
- مسجد شهیدی
- مسجد قراملک
- مسجد قره‌باغی
- مسجد قزللی
- مسجد قزوینی‌ها
- مسجد کبود
- مسجد کریم خان
- مسجد کلکته‌چی
- مسجد کوچک
- مسجد کوچه کرباسی (مصطفوی)
- مسجد مجتهد (۶۳ ستون)
- مسجد مفیدآقا
- مسجد مقبره
- مسجد ملا کربلائی علی
- مسجد مولانا
- مسجد میدان مقصودیه
- مسجد میرزا تقی
- مسجد میرزا رستم (المهدی)
- مسجد میرزا صادق (دینوری)
- مسجد میرمحمدآقا
- مسجد میل‌لی - بهار -
- مقبره انگجی
- مقبره چهارمنار
- مقبره شاه حسین ولی
- مقبره کمال خجندی و کمال‌الدین
- مقبرةالشعرا
- مهمانپذیر دلگشای سلماس
- مهمانپذیر رامسر
- مهمانپذیر ژاله
- موزه آذربایجان
- میدان ساعت تبریز
- نارین قلعه (سردرود)
- هتل برق
- هتل پارس
- هتل پارس نو
- هتل جهان‌نما
- هتل کوثر
- هتل هما
- هنرستان وحدت
- یخچال بیلانکوه
- یخچال صادقیه
- یخچال قائم‌مقام
- یخچال لله‌بیگ

## شهرستان جلفا

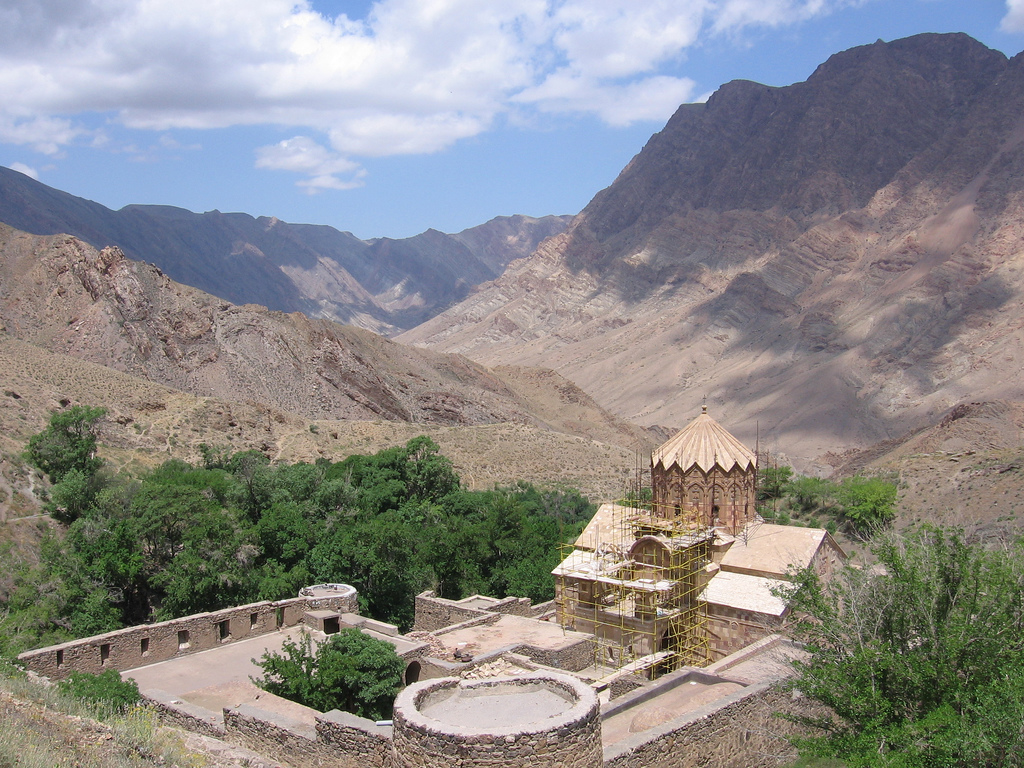
کلیسای استپانوس مقدس؛ شهرستان جلفا.

- امامزاده اسماعیل
- امامزاده سید محمد جلفا
- بند شاهمار
- پل ضیاءالملک
- پل فلزی راه‌آهن
- چشمه تراورتن جلفا
- حمام جلفا
- حمام داران
- حمام سیه‌رود
- حمام سیه‌رود ابراهیم هادی
- حمام شجاع
- حمام کردشت
- خانه سلمانزاده
- درخت چنار ارسی جلفا
- درخت چنار زاویه جلفا
- روستای اشتبین
- قلعه کردشت
- قلعه مرازاد
- کاروانسرای خواجه نظر
- کلیسا (نمازخانه) چوپان
- کلیسای استفانوس مقدس
- کلیسای مریم مقدس
- مجموعه امامزاده شعیب دوزال
- مجموعه ساختمان‌های گمرک جلفا

## شهرستان چاراویماق
چشمه اسرار امیز پیرسقا
سد خاکی خولام(روستای خرم درق)
منطقه شاه یوردی 
کوه بابا(کوبابا)
ابشار طبیعی پیرسقا
کوه قبله(قبله داغی)
ابگرم طبی و طبیعی روستای منشکه
ابگرم طبی و طبیعی روستای ابگرم(ایستی سو)
- گنبد آغچه‌ریش

## شهرستان خداآفرین

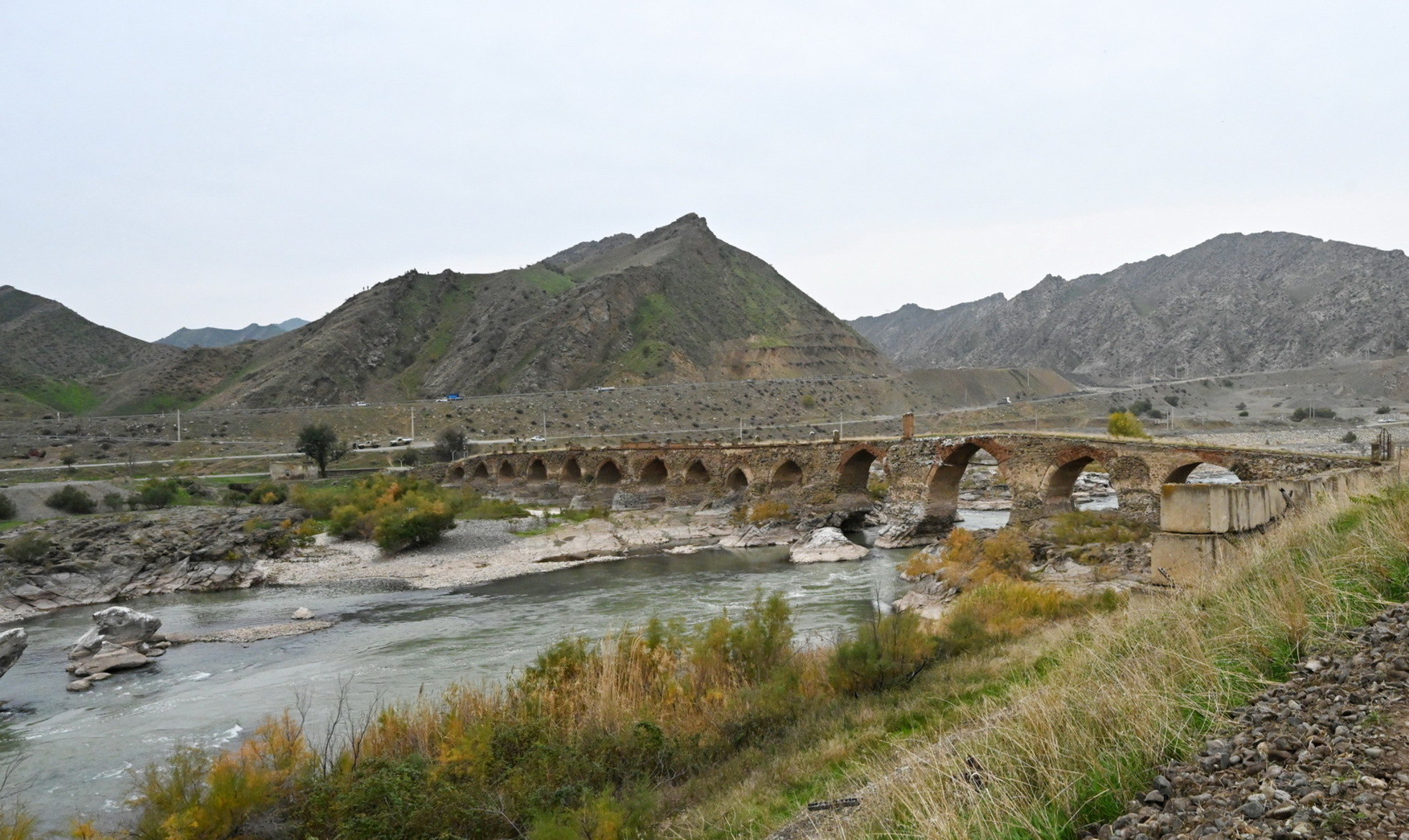
پل‌های خداآفرین؛ شهرستان خداآفرین.

- برج هشت‌ضلعی سنگی قشلاق قارلوجا
- پل بزرگ خداآفرین
- پل تیروان
- پل کوچک خداآفرین
- جنگل‌های ارسباران
- خانه انصاری مردانقم
- درخت کهنسال روستای بویدوز
- درخت کهنسال روستای سوتن
- درخت کهنسال روستای طوعلی علیا
- درخت کهنسال روستای قیزیل یول
- عمارت آینالو
- عمارت تومانیانس وینق

## شهرستان سراب
- امامزاده (بزرگ) سراب
- پل گاودوش‌آباد اوغان
- تیمچه حاج ملک
- چهارتاقی ساسانی آغمیون سراب
- حمام امیرتومان
- موزه مردم‌شناسی عشایر سراب
- آبشار اسبفروشان سراب
- سنگ‌نبشته میخی اوراتویی رازلیق
- غار فرهاد
- قلعه رازلیق
- قلعه نشتبان
- کتیبه سنگ‌نبشته میخی اوراتوئی نشتبان
- مسجد جامع سراب
- مسجد شاهزاده سراب

## شهرستان شبستر

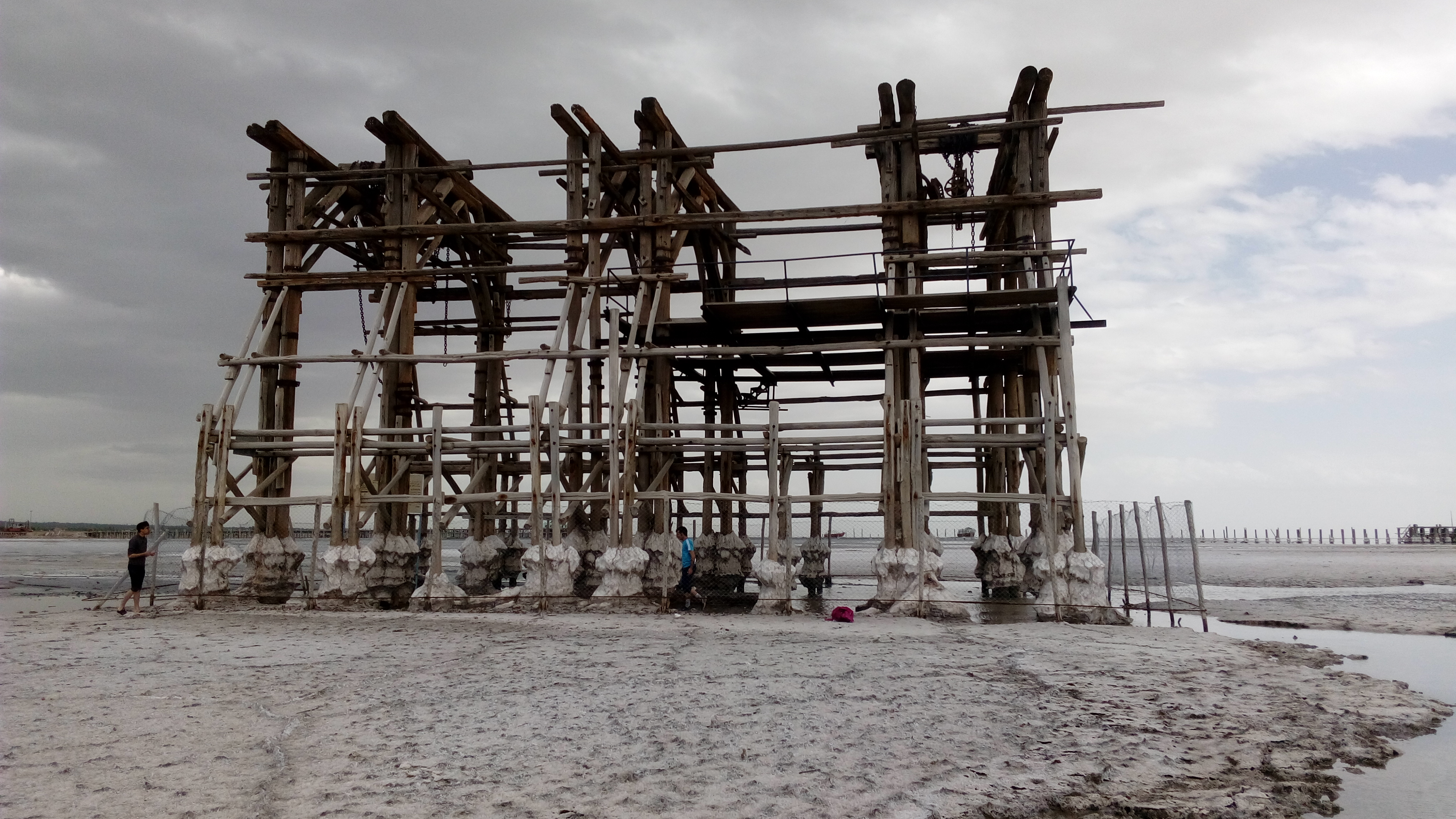
اسکله تال؛ شهرستان شبستر.

- آبشار سرکند دیزج
- آب‌انبار قدیمی کوزه‌کنان
- آرامگاه میرپنج
- اسکله تال شرفخانه
- امامزاده ابراهیم خلیل صوفیان
- بقعه شیخ محمود شبستری
- چشمه تراورتن‌ساز صوفیان
- حمام بازار (حمام قنبرعمو)
- حمام تسوج
- حمام خامنه
- حمام دوقلو
- حمام دیزج خلیل
- حمام قدیمی بنیس
- خانه اربابی دیزج
- خانه اربابی و باغ تیل
- خانه پورمحمدی قصاب
- خانه شیخ محمد خیابانی خامنه
- درخت چنار خامنه
- درخت کهنسال نارون کوزه‌کنان
- کلیسای سهرقه (سهرل)
- کلیسای موجومبار
- مدرسه دقیقی شرفخانه
- مسجد جامع تسوج
- مسجد خیراب شبستر
- مسجد جامع شبستر
- مسجد میرپنج
- مسجد یادگارشاه

## شهرستان عجب‌شیر
- امامزاده قاسم
- پل پهلوی عجب‌شیر
- پل قیزیل کورپی خانیان
- جوان‌قلعه (آثار باستانی)
- چشمه دوقلو روستای گنبد
- حمام نوبهار
- خانه ارغندی
- خانه باستانی
- درختان چنار زاویه عجب‌شیر
- روستای صخره‌ای تازه‌کند
- غار بدداش
- غار پهنی کوهل
- غار دوه یاتاقی
- غار کفتارلو
- غارهای شریف گونری
- قلعه ضحاک
- کبوترخانه پادگان
- کبوترخانه رحمانلو
- کتیبه میخی اورارتویی جوان‌قلعه
- مسجد جامع عجب‌شیر -شیرلو-
- مسجد حنفیه گوراوان
- مسجد قاضی
- یخچال بوکت

## شهرستان کلیبر

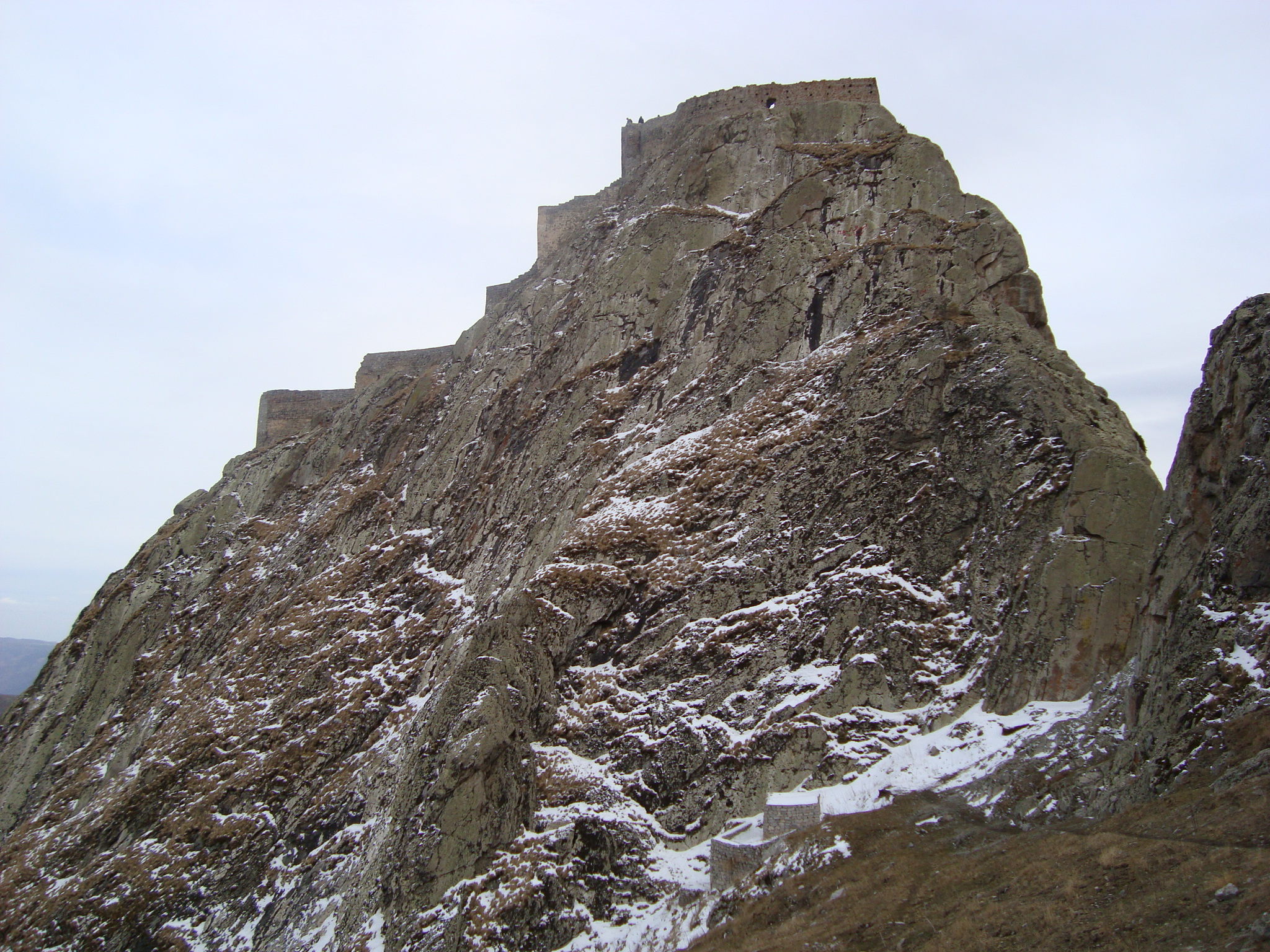
قلعه بابک؛ شهرستان کلیبر.

- امامزاده کلیبر
- برج مقبره آس
- برج مقبره برزندیق
- جنگل‌های ارسباران
- درخت کهنسال روستای پیرلر
- قلعه بابک
- قلعه قنبر
- قلعه قنبل
- قلعه کوما
- کاروانسرای جانانلو

## شهرستان مراغه
- آب‌انبار حاج حسن
- ایستگاه راه‌آهن مراغه
- پل حاج محمدباقر
- پل سرچشمه روستای مردق
- حمام چهارسوق
- حمام خواجه نصیر
- حمام شیخ‌الاسلام
- خانه اشرف‌الملوک نبی‌وند
- خانه شهابیان
- خانه صدرالاسلامی
- خانه محمدی
- خانه و حسینیه نصرتی آذر
- رصدخانه مراغه
- ستون مدور یادگاری ابلیک
- سرای خواجه ملکم
- سردر مسجد شیخ بابا
- غار تازه‌کند
- غار کهول
- غار هامپوییل مراغه
- غارهای مجاور رصدخانه مراغه
- فسیل مراغه
- قیزلار قلعه‌سی
- کبوترخانه مراغه
- کبوترخانه مراغه
- کلیسای هوانس
- گنبد غفاریه
- گوی برج
- مجموعه بناهای حاج غفار
- مدرسه نور و دانش (دادگستری سابق)
- مسجد ریحان
- مسجد سفید
- مسجد شجاع‌الدوله
- مسجد شیخ تاج‌الدین
- مسجد ضریر
- مسجد طاق
- مسجد معزالدین
- مسجد ملارستم
- مقبره آقالار
- مقبره اوحدی مراغه‌ای

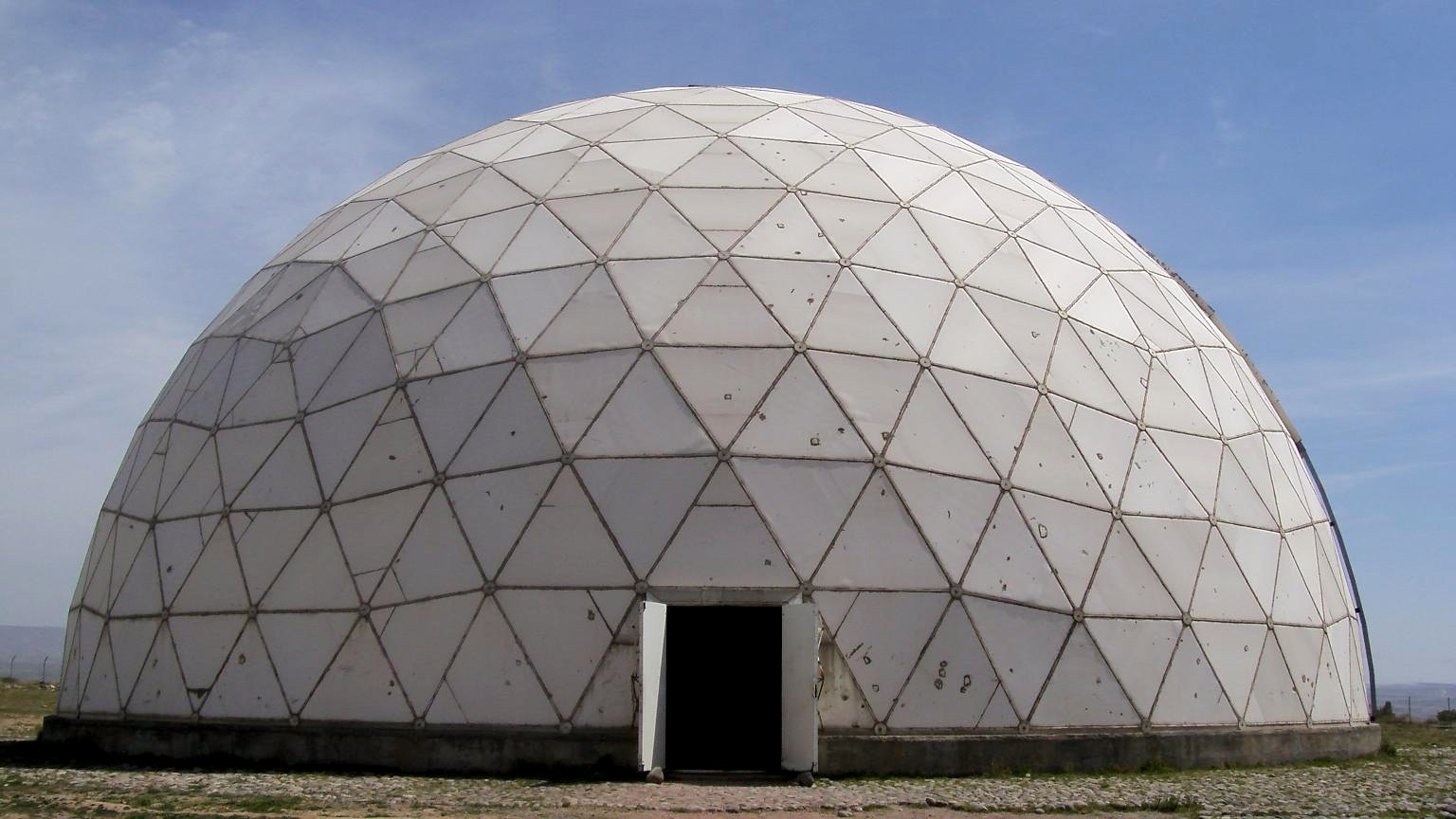
رصدخانه مراغه؛ شهرستان مراغه.

- مقبره به شکل دایره مجاور مقبره (گنبد مدور)
- مقبره صدرکبیر
- مقبره قرمز - گنبد سرخ
- مقبره مادر هلاکوخان - گنبد کبود
- نیایشگاه مهری - امامزاده معصوم
- یخچال مرادیان

## شهرستان مرند

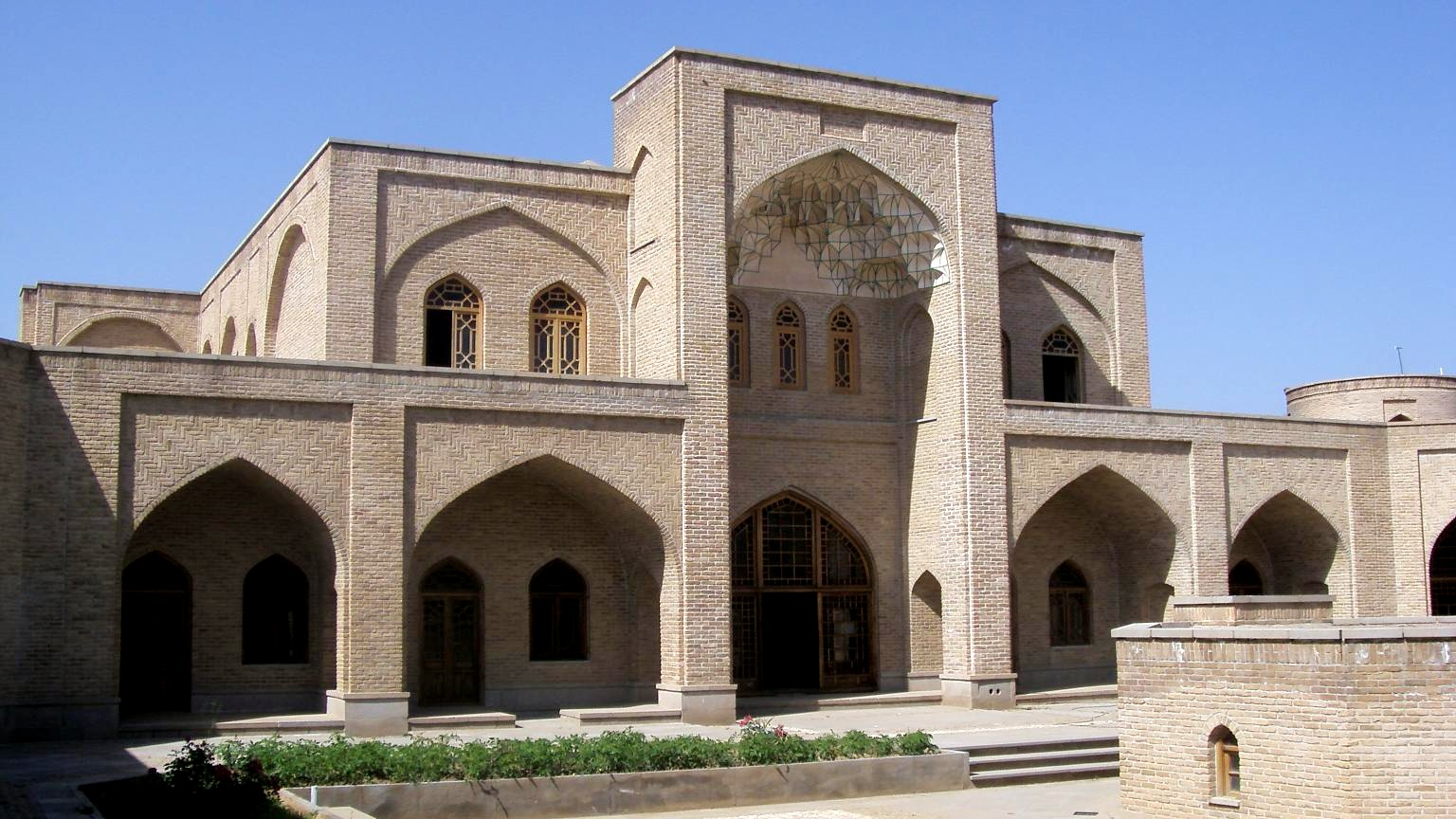
کاروانسرای پیام؛ شهرستان مرند.

- آبشار هفت‌گانه روستای دارانداش
- آرامگاه پیر خاموش
- ایستگاه راه‌آهن پیام مرند
- بقایای کاروانسرای آیراندیبی
- حمام حاج موسی
- حمام قاضی مرند
- حمام گلین‌قیه
- درخت کهنسال روستای کندلج
- قلعه سن سارود
- قلعه گوهر سینه‌سی
- قلعه هلاکو
- قیزل کورپی
- کاروانسرای پیام
- گورستان تاریخی النجق
- محراب مسجد جامع مرند
- مدرسه فرخی
- مسجد بازار مرند

## شهرستان ملکان
- پل تاریخی لیلان
- پل قیزلار کورپوسی روستای قلی‌کندی
- قلعه بختک لیلان
- مسجد دیح‌لری

## شهرستان میانه
- امامزاده روستای کندوان
- اوغلان قلعه‌سی
- بقعه امامزاده اسماعیل
- پل دختر

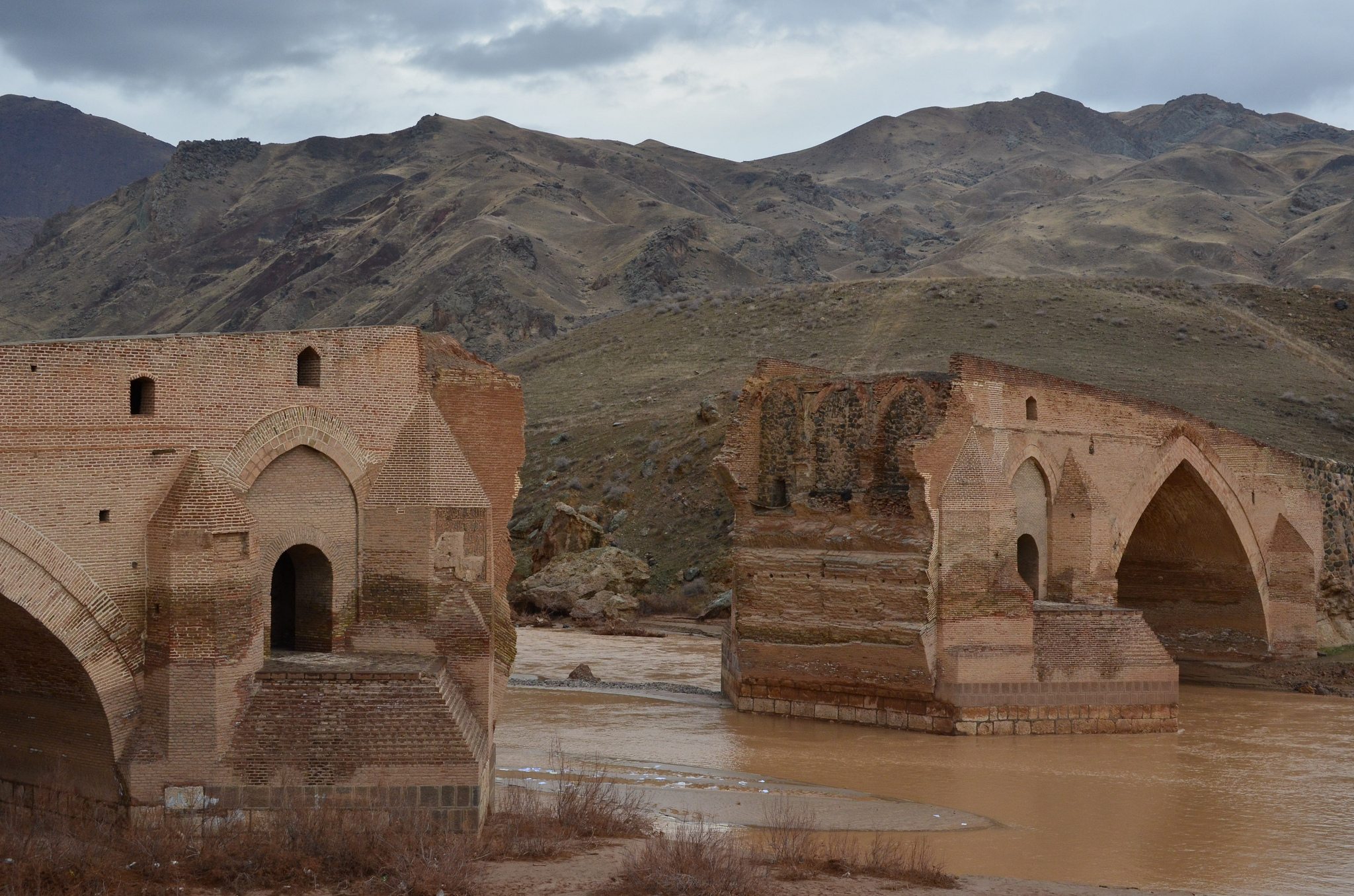
پل دختر میانه؛ شهرستان میانه.

- پل راه‌آهن قافلانکوه (قزل اوزن) میانه
- پل شهرچای
- پل یقرآباد
- ساری قلعه
- سد قاضی‌لو
- قلعه دختر (قز قلعه)
- قلعه دیودامی
- قیز قلعه‌داغی
- کاروانسرای جمال‌آباد
- کاروانسرای قراقی
- مدارس دخترانه زینبیه و ثارالله
- مسجد جامع قریه ترک بالا (مسجد سنگی ترک)
- مسجد خاتون‌آباد میانه

## شهرستان ورزقان

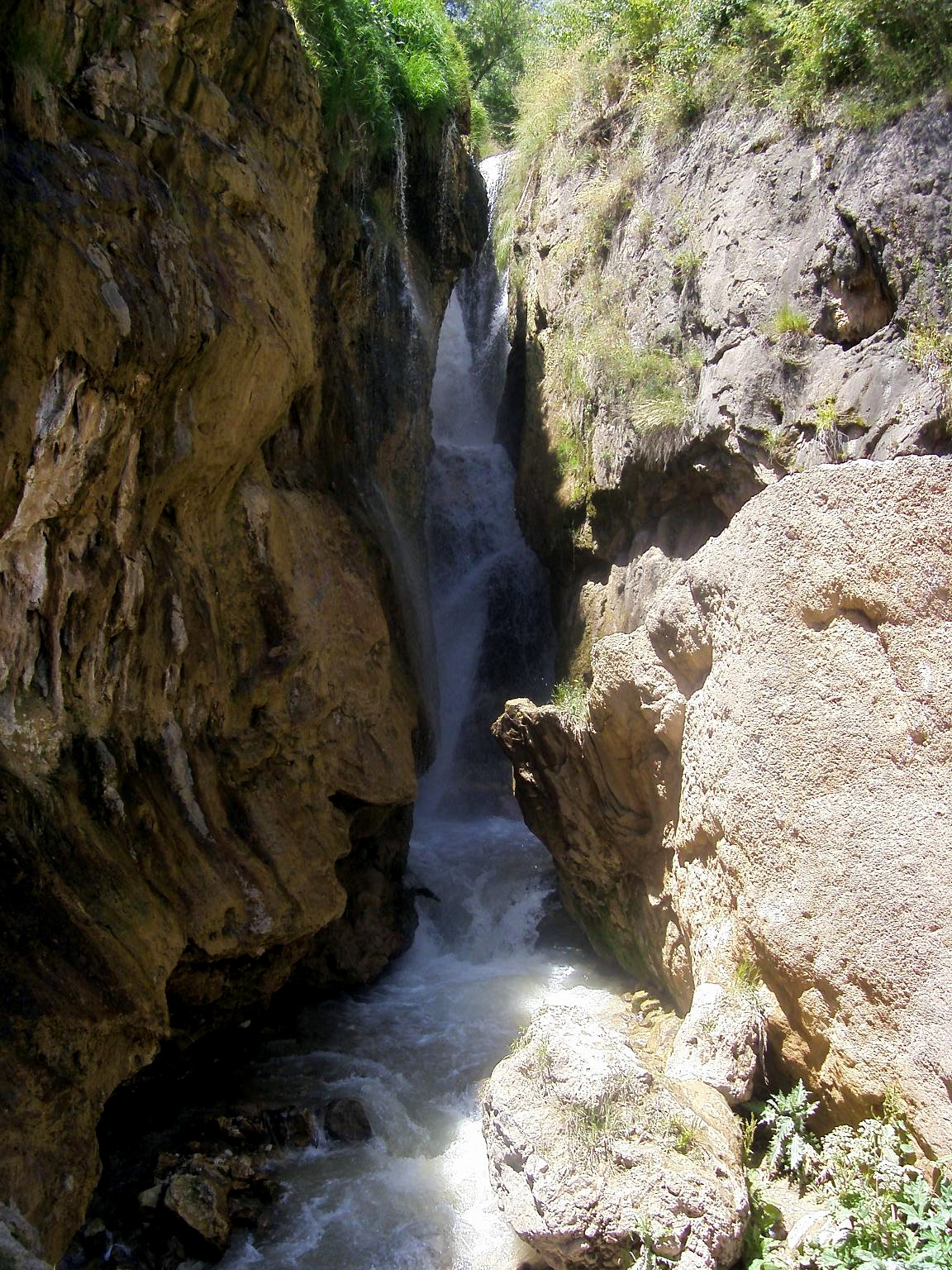
آبشار گل‌آخور؛ شهرستان ورزقان.

- آبشار روستای گل‌آخور
- آرامگاه حلیمه خاتون کرویق
- آرامگاه محمدالدین ابن محمد کرویق
- امامزاده گنبد اوستی
- امامزاده لیلاب
- برج کیقال
- بقایای کاروانسرای لاله‌بجان
- جوشن قلعه
- خانه امیرارشد
- درخت کهنسال روستای کرینگان
- غار دیبی‌یوخ گل‌آخور
- غارهای لله‌لو
- قلعه آغنجه قلعه
- قلعه اژدهاداشی
- قلعه پیر ینگجه
- قلعه پیرنکی جاجان
- قلعه چیق هزجان
- قلعه خوئین دیزج
- قلعه داشی (ارزیل)
- قلعه زروای ورزقان
- قلعه سرخه دیزج
- قلعه سقندل
- قلعه قالاچیق آغبلاغ علیا
- قلعه کچی قالاسی
- قلعه کندی بولاغ
- قلعه لیلاب
- قلعه مسقران
- قلعه‌چیق هزجان
- کاروانسرای ایری علیا
- کاروانسرای برازین
- کتیبه میخی اوراتوئی سقندل
- گنبد الله الله
- مسجد جامع خاروانا
- مسجد سیدلر
- مقبره شیخ حسین علویق
- نقش‌برجسته صخره‌ای سونگون
- یخچال خاروانا

## شهرستان هریس
- بقعه شیخ اسحق هریسی
- حمام سرای هریس
- مسجد اسنق هریس
- مسجد جمال‌آباد هریس
- روستای مینق"(( گورستان مینق-مسجد جامع مینق -سد مینق- منطقه کویری و گردشگری شوش قوم  و...))

## شهرستان هشترود

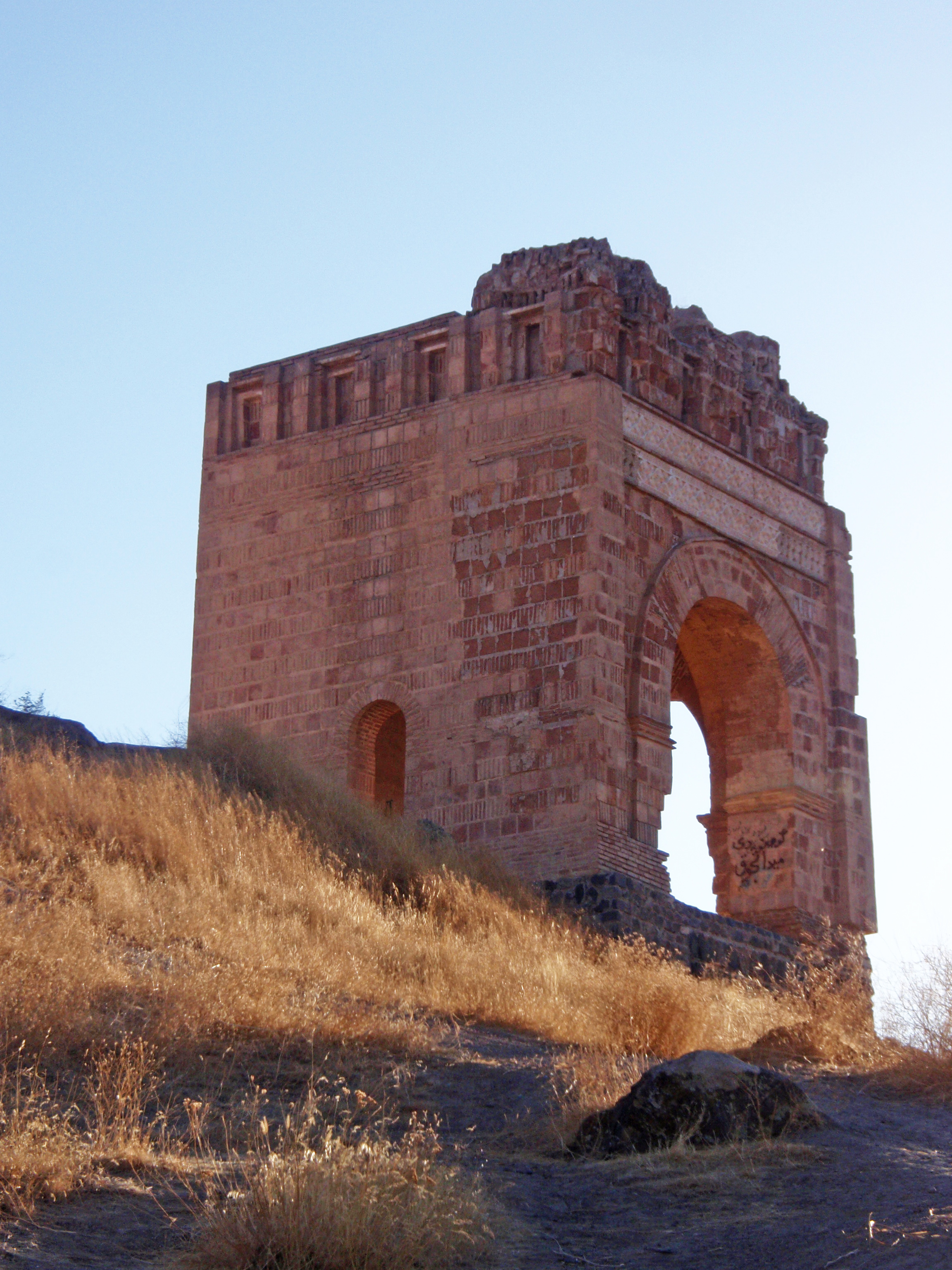
قلعه ضحاک؛ شهرستان هشترود.

- غار آغ‌بلاغ
- قلعه ضحاک
- مسجد جامع هشترود
- مسجد لامشان هشترود
- مقبره عزیزکندی

## شهرستان هوراند
- قلعه پشتاب

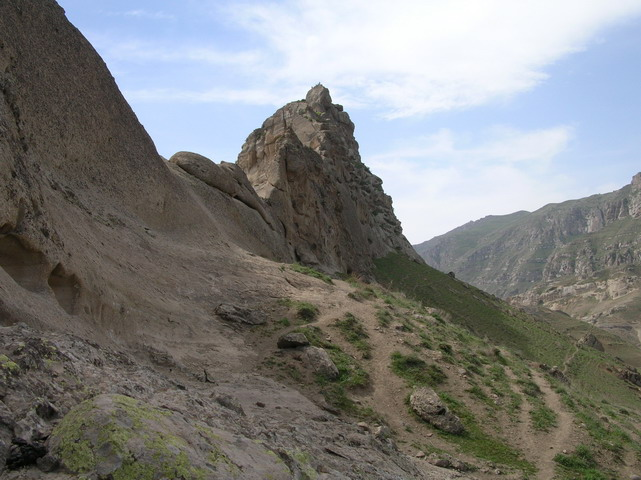
قلعه پشتاب؛ شهرستان هوراند.

- مقبره امامزاده سلطان پیراحمد (مقبره قتانلو)